# Boucoue
Pour les articles homonymes, voir Boucoue (homonymie).
Boucoue est une ancienne commune française du département des Pyrénées-Atlantiques. Le 14 juin 1841, la commune fusionne avec Poursiugues pour former la nouvelle commune de Poursiugues-Boucoue.

## Géographie
Boucoue est situé au nord-est du département, au nord du Béarn et de la ville de Pau, éloigné de vingt kilomètres. Le village est frontalier avec les Landes.

## Toponymie
Paul Raymond rapproche le toponyme Boucoue de la forme
Vocates mentionnée dans les commentaires de César.
Son nom béarnais est Porsiuvas-Bocoa.

## Démographie
| 1793 | 1800 | 1806 | 1821 | 1831 | 1836 |
| ---- | ---- | ---- | ---- | ---- | ---- |
| 148  | 147  | -    | 141  | 131  | 156  |

## Culture locale et patrimoine

### Patrimoine religieux
L'église Saint-Laurent fut érigée aux XVe et XVIe siècles. Elle recèle des objets et mobiliers inscrits à l'inventaire du ministère de la Culture, ainsi que trois stèles discoïdales.

## Pour approfondir